# ولیشکوکی
ولیشکوکی (به لاتین: Veliškovci) یک منطقهٔ مسکونی در کرواسی است.